# St.-Nikolaus-Basilika (IJsselstein)

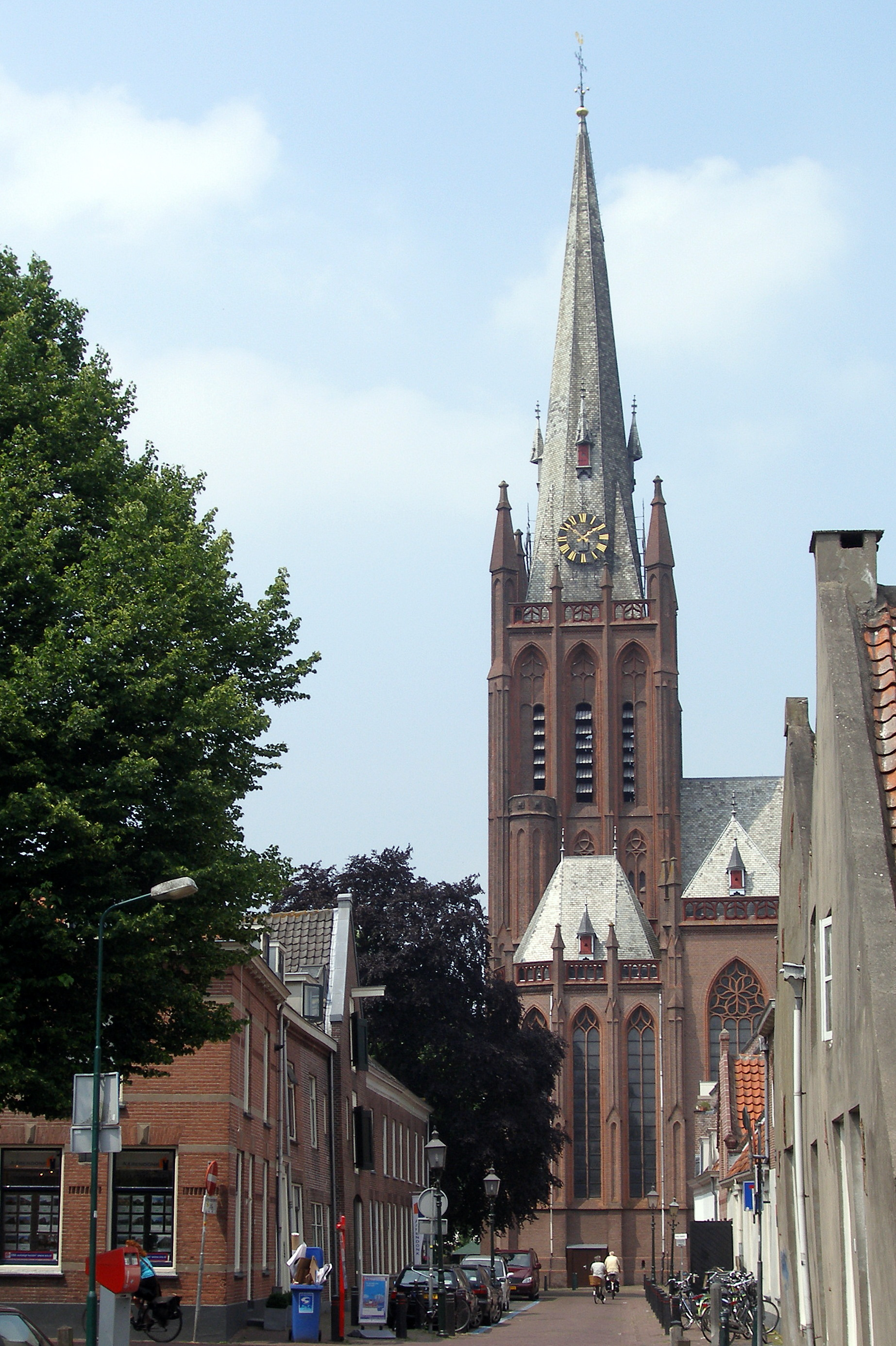
Turm der Basilika

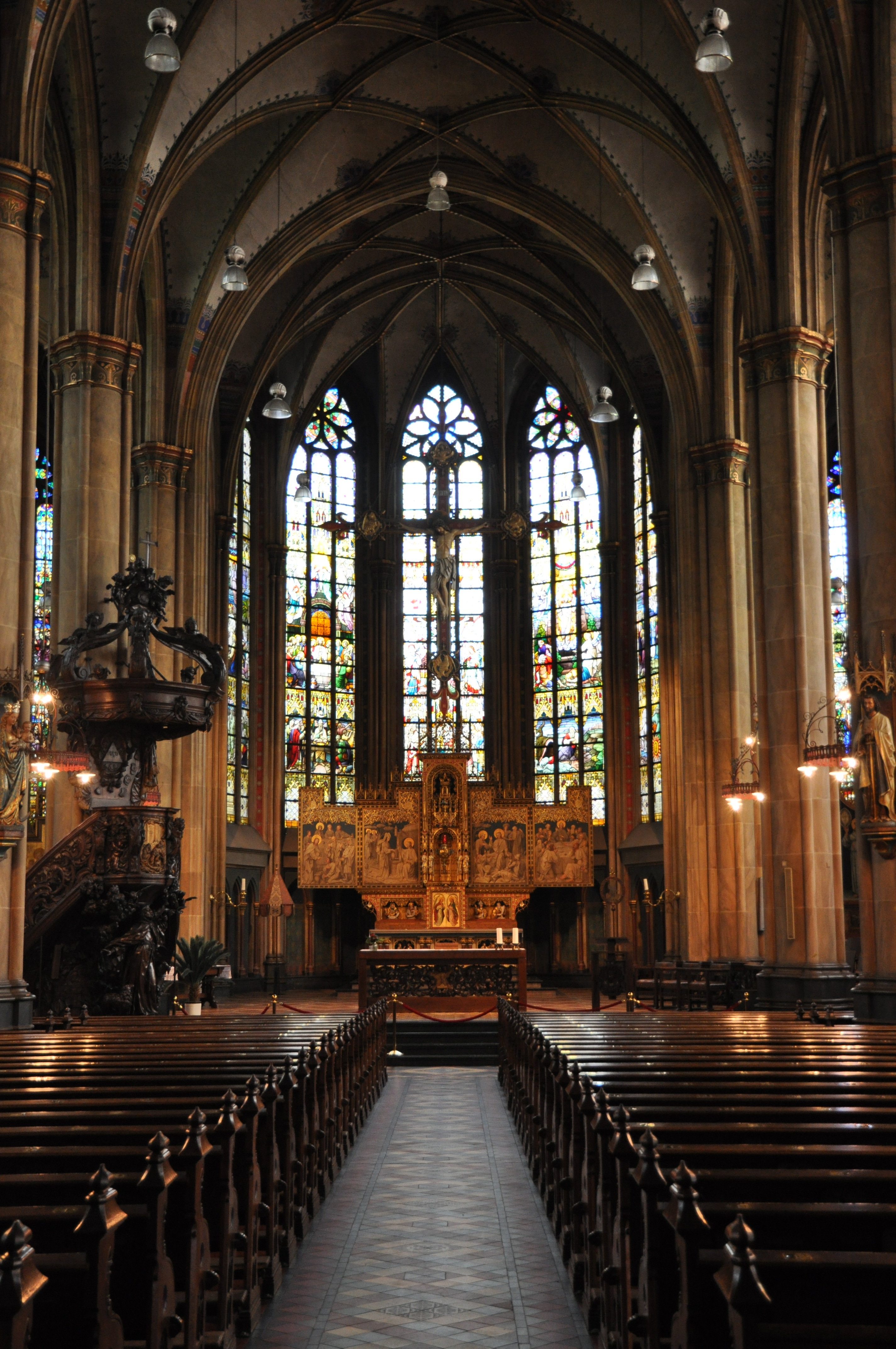
Choransicht

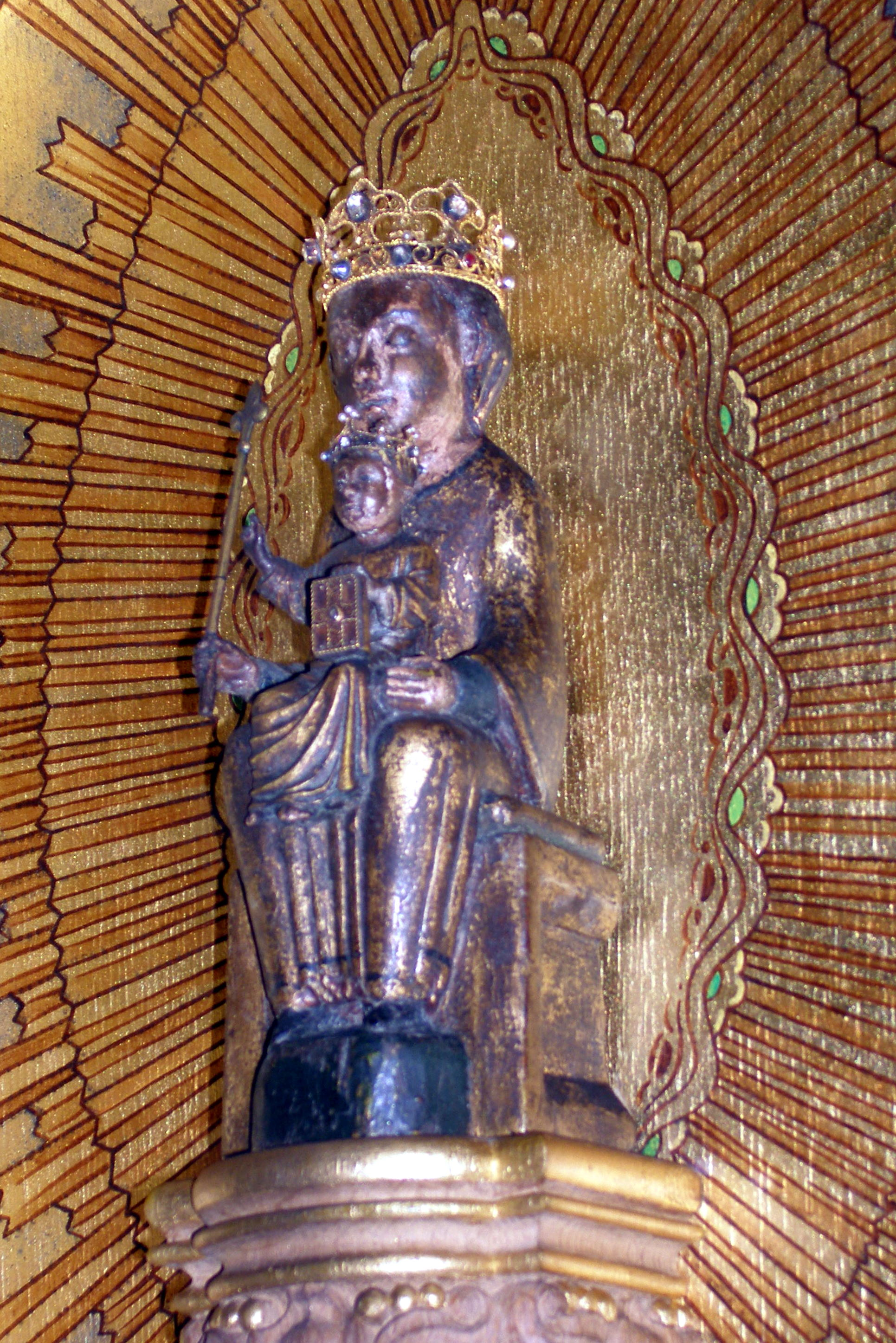
Marienstatue

Die St.-Nikolaus-Basilika (niederländisch St. Nicolaasbasiliek) ist eine römisch-katholische Kirche in IJsselstein in den Niederlanden. Die zum Erzbistum Utrecht gehörende Pfarrkirche trägt seit 1972 den Titel einer Basilica minor und ist seit 1976 als Rijksmonument geschützt. Die Basilika ist dem heiligen Nikolaus von Myra gewidmet, in Anlehnung an die heute reformierte Nicolaaskerk am Ort.

## Geschichte
Diese dreischiffige, neugotische Hallenkirche wurde zwischen 1885 und 1887 im rheinischen Stil nach einem bedeutenden Entwurf von Alfred Tepe erbaut. Der Bau hat eine Länge von 51,8 Metern und eine Breite von 24 Metern. Das Netzgewölbe ruht auf schlanken Säulen. Der 70 Meter hohe Turm wurde mit tiefen Nischen ausgestattet.
Wesentliche Teile der Kirchenausstattung stammen von Mitgliedern der St. Bernulphusgilde. So schuf der Bildhauer Friedrich Wilhelm Mengelberg bis 1889 den linke Seitenaltar, das Siegeskreuz und den Kreuzweg, der farbenprächtige Hochaltar folgte 1893, der rechte Seitenaltar 1900. Heinrich Geuer fertigte 1889 das zentrale Fenster über dem Hochaltar, die anderen, großen Fenster wurden erst zwischen 1923 und 1950 farbig ausgestattet, wie auch die Wände und Gewölbe erst ab 1925 ausgemalt wurden. Die neugotische Chorbank stammt aus der Biltstraatkirche in Utrecht. Die Orgel mit zwei Manualen und freiem Pedal wurde 1890 von Maarschalkerweerd angefertigt. 
In den 1960er Jahren gab es Pläne, die baufällige Kirche abzureißen. Schließlich wurde die Kirche einschließlich der Orgel zwischen 1968 und 1972 restauriert und 1976 in die Denkmalliste aufgenommen, womit sie als eines der ersten Gebäude aus dem 19. Jahrhundert zum niederländischen Nationaldenkmal wurde.

## Wallfahrtsbasilika
St. Nikolaus ist mit seiner Marienstatue eine Wallfahrtskirche, das Gnadenbild Unserer Liebe Frau von Eiteren, Hilfe in Not aus dem 13. Jahrhundert wird in der Marienkapelle gezeigt. Papst Paul VI. verlieh der Kirche am 11. November 1972 wegen ihrer Bedeutung als Wallfahrtsort den Titel einer Basilika minor. 